# Acción Ciudadana Liberal
Acción Ciudadana Liberal (ACL) fue un partido político español de centro activo durante la transición a la democracia. Surgió en 1977 bajo el nombre de Federación Liberal y estaba liderado por José María de Areilza, que había sido ministro de Asuntos Exteriores (1975-1976).

## Historia
El 27 de octubre de 1977 se anunció formalmente la creación de la Federación Liberal, constituida inicialmente por el Partido Liberal (PL) liderado por Enrique Larroque, el Partido Progresista Liberal (PPL) encabezado por Juan García Madariaga, y el Partido Demócrata Gallego (PDG) liderado por Ramón Pais; posteriormente se sumaron el Partido Popular de Cataluña (PPC) liderado por Antonio de Senillosa, y el Partido Liberal Independiente (PLI) encabezado por Oscar Bernat Martínez.
El 15 de diciembre fue firmada la constitución oficial de la federación, con el propósito de convertirse en un partido único, a excepción del PPC. El 21 de diciembre José María de Areilza —que había renunciado al Partido Popular en marzo, luego de integrarse en la Unión de Centro Democrático— aceptó asumir la presidencia de la agrupación.
El 12 de enero de 1978 fue anunciado el cambio de nombre de la federación, que pasaría a ser Acción Ciudadana Liberal y se convertiría en un partido unificado. Sin embargo, el 23 de enero el Partido Liberal anunció que no se disolvería para formar parte de la nueva agrupación.
El 20 de abril de 1978 el partido fue inscrito en el Registro de Partidos Políticos del Ministerio del Interior, siendo sus promotores el mismo José María de Areilza, Juan Ángel García de Madariaga y Óscar Bernat Martínez, y el 8 y 9 de julio celebró su primer y único congreso en Madrid.
En las elecciones generales de 1979 formó parte de Coalición Democrática y Areilza fue elegido diputado por Madrid. Poco después la ACL se integró en la Alianza Popular.